# Johann Baptist von Thurn und Taxis

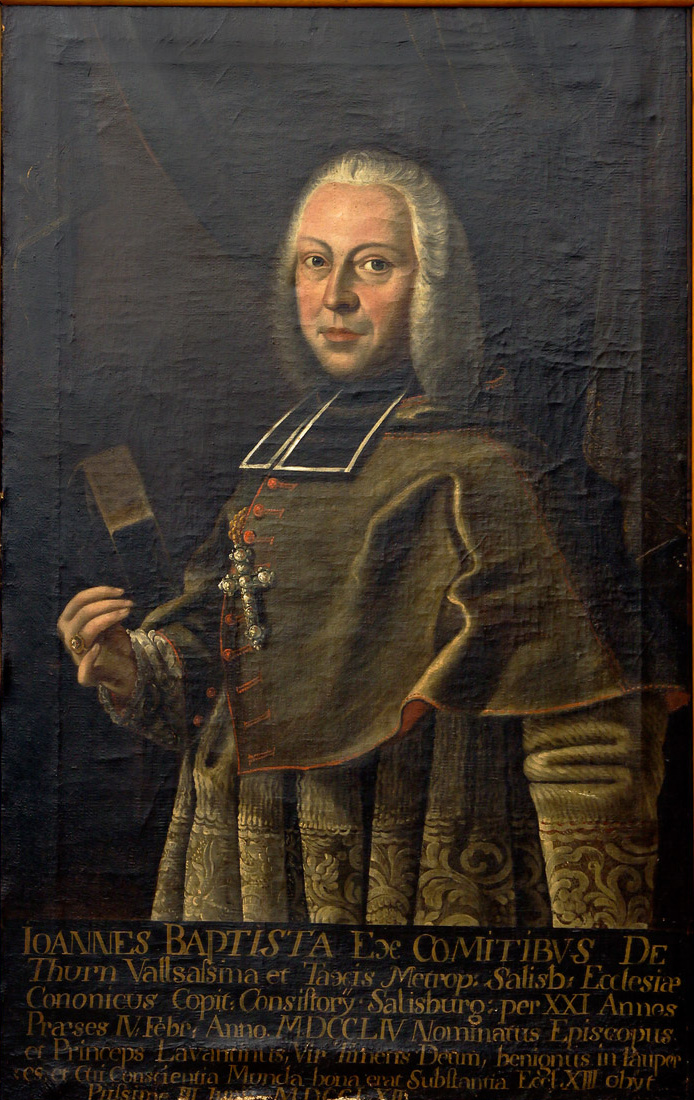
Fürstbischof Johann Baptist von Thurn und Taxis (Ölgemälde zw. 1754 und 1762)

Johann Baptist von Thurn und Taxis, auch: Johann III. von Thurn-Valsassina, (* 20. August 1706 in Konstanz; † 3. Juni 1762) war Reichsgraf und 1754 bis 1762 Bischof von Lavant.

## Leben
Johann Baptist stammte aus der Ehe des Reichsgrafen Inigo Lamoral von Thurn und Taxis (1653–1713) und seiner zweiten Frau Maria Claudia Fugger von Nordenhof (1667/68–1721).
Johann Baptist Reichsgraf von Thurn und Taxis empfing in Salzburg am 11. Juni 1729 die Priesterweihe und wurde später Domherr in Salzburg. Am 4. Februar 1754 wurde er zum Bischof von Lavant (Diözese Lavant, heute Erzbistum Maribor) ernannt. Die Bischofsweihe erhielt er am 31. März 1754 von Erzbischof Siegmundus Christoph Graf von Schrattenbach (1698–1771).
Auf einem Porträt waren Johann Baptist von Thurn und Taxis, Leopold Mozart und Johann Christoph Egedacher abgebildet. Das Bild befand sich bis 1830 in der von Franz Laktanz Graf von Firmian aufgebauten Gemäldesammlung auf Schloss Leopoldskron, die Darstellung gilt als verschollen.